# David Schweikert
David Schweikert (Los Angeles, 3 marzo 1962) è un politico statunitense, membro della Camera dei rappresentanti per lo stato dell'Arizona dal 2011.

## Biografia
Sin da giovane impegnato in politica con il Partito Repubblicano, Schweikert venne eletto alla Camera dei rappresentanti dell'Arizona nel 1991. Dopo quattro anni lasciò l'incarico candidandosi alla Camera dei rappresentanti nazionale, ma perse le primarie contro J. D. Hayworth.
Dopo la sconfitta Schweikert tornò a lavorare nella politica statale dell'Arizona e nel 2008 si candidò nuovamente al Congresso. Questa volta riuscì ad aggiudicarsi le primarie, ma perse le elezioni generali contro il democratico in carica Harry Mitchell.
Nelle elezioni successive, due anni dopo, Schweikert sfidò nuovamente Mitchell e stavolta riuscì a prevalere, venendo eletto deputato. Nel 2012 chiese la rielezione e si trovò a fronteggiare nelle primarie un altro deputato in carica, Ben Quayle. Schweikert prevalse su Quayle con un margine di voto molto ristretto e riuscì ad essere riconfermato deputato.
David Schweikert è un repubblicano di stampo conservatore ed è generalmente in accordo con le posizioni del suo partito.